# Douglas O-2
Le Douglas O-2 est un avion militaire américain d'observation du champ de bataille développé dans les années 1920. Il fut le premier appareil militaire développé spécifiquement par ce constructeur.

## Développement
En 1923 les responsables de l'US Army Air Service émirent un cahier des charges relatif à un nouvel avion d'observation capable de remplir également des missions d'appui aérien rapproché. Deux constructeurs y répondirent : Douglas et Martin. Rapidement ce fut ce premier constructeur qui fut sélectionné.
Son avion fut désigné XO-2. Ce prototype fut commandé en deux exemplaires, l'un motorisé avec un Liberty V-1650-1 et le second avec un Packard 1A-1500. Ces deux moteurs développaient respectivement 425 et 515 chevaux. Ils volèrent à la même époque, à l'automne 1924. En fait c'est la version la moins puissante qui fut commandée en série, Liberty pouvant alors fournir plus rapidement ses moteurs que son concurrent.
La première commande de l'USAAS fut passée début 1925. Elle concernait 45 machines. Les premières d'entre elles entrant en service à la fin de cette même année.
Devant les bons résultats de l'avion, il fut décidé de commander de nouvelles versions de l'avion. Une version à long rayon d'action, destinée à des raids d'exploration fut même conçue, à la demande de l'explorateur James McKee, qui entreprit en septembre 1926 une traversée complète du Canada avec cet avion.
En 1929 l'US Department of Navy passa commande de deux O-2 pour le compte de l'US Marine Corps. Ces avions reçurent la désignation d'OD-1.

## Utilisation opérationnelle

### Sous les cocardes américaines
Les États-Unis utilisèrent leurs O-2, ainsi que leurs dérivés suivants, jusqu'en 1939. De ce fait ils ne participèrent jamais à aucune action de guerre. Cependant ils furent utilisés pour des missions d'observation au-dessus du canal de Panama, alors placé sous l'autorité américaine. D'autres furent employés pour des patrouilles frontalières. 
L'US Marine Corps de son côté employa ses deux OD-1 pour des missions au profit de ses troupes au sol, mais toujours lors de manœuvres militaires ou d'exercices. Ils furent quant à eux retirés du service en 1937.

### Sous les cocardes étrangères
Taïwan
La République de Chine (1912-1949) fut le principal client à l'export du O-2, avec 82 exemplaires acquis entre 1930 et 1936. Ils furent dans les combats contre le Japon à partir de 1937. Cependant leur lenteur, et leur faible armement défensif, en faisaient des cibles faciles pour la chasse japonaise, et notamment pour les Nakajima Ki-27 quand ceux-ci firent leur apparition dans les cieux chinois en 1938. Les Japonais revendiquèrent la victoire sur au moins trente O-2 chinois. On ne sait pas vraiment quand les derniers furent retirés du service opérationnel.
 Mexique
Le Mexique utilisa huit O-2C et autant de O-2M pour des missions de reconnaissance aérienne et d'appui aérien. Ils volèrent notamment dans des missions contre les groupes rebelles issus de la Révolution mexicaine.
 Pérou
Le Pérou quant à lui fit l'usage de six avions en version d'hydravion à flotteurs. Versés à la marine ils furent utilisés pour des missions de patrouille côtière. Ceux-ci étaient généralement doté d'une seule mitrailleuse, celle en position de chasse. Ils furent finalement retirés du service opérationnel en 1942.

## Utilisateurs

### Utilisateurs civils
- James McKee, explorateur[1].

### Utilisateurs militaires
- République de Chine
  - Zhongguo Renmin Jiefangjun Kongjun.
- États-Unis
  - US Army Air Service, puis US Army Air Corps.
  - US Marine Corps.
- Mexique
  - Fuerza Aérea Mexicana.
- Pérou
  - Aviación Naval.

## Description
Le Douglas O-2 se présentait sous la forme d'un biplan monomoteur construit en bois entoilé et métal. Doté d'un train d'atterrissage classique fixe et d'une roulette de queue il possédait un cockpit biplace en tandem à l'air libre. Outre son armement de deux mitrailleuses, il pouvait emporter quatre bombes légères de 45 kg sous voilure. Sa propulsion était assurée par un moteur avec cylindres en V entraînant une hélice bipale en métal.

## Versions
Voici les différentes versions de l'avion.
- Douglas O-2 : version de série.
  - O-2A : version adapté au vol de nuit par l'adjonction d'un phare, 18 exemplaires.
  - O-2B : version à double commande, six exemplaires.
    - O-2BS : version civile destinée à l'explorateur James McKee, un exemplaire.

  - O-2C : version améliorée du O-2, 46 exemplaires.
    - OD-1 : version du O-2C destinée à l'US Marine Corps.

  - O-2D : version désarmés destinée aux liaisons aériennes, deux exemplaires.
  - O-2E : version améliorée du O-2C, un exemplaire.
  - O-2G : version export du O-2 destiné à la Chine, 82 exemplaires.
  - O-2H : version améliorée du O-2, 140 exemplaires.
  - O-2J : version améliorée du O-2D, trois exemplaires.
  - O-2K : version améliorée du O-2J destiné au transport d'état-major, 57 exemplaires.
  - O-2M : version export du O-2C destinée au Mexique, huit exemplaires.
  - O-2P : version export du O-2 transformée en hydravion destinée au Pérou, six exemplaires.
- XA-2 : version dérivée destinée à l'attaque au sol, mais n'ayant pas dépassé le stade de prototype.